# Себальос, Брайан
Бра́йан Андре́с Себа́льос Химе́нес (исп. Brayan Andrés Ceballos Jiménez; род. 24 мая 2001, Кали) — колумбийский футболист, защитник клуба «Нью-Инглэнд Революшн».

## Клубная карьера
Себальос — воспитанник клуба «Университарио Попаян». 30 апреля 2018 года в матче против «Кортулуа» он дебютировал в Примере B. В начале 2019 года Себальос перешёл в «Депортес Киндио». 5 марта в матче против «Бока Хуниорс Кали» он дебютировал за новый клуб. В 2021 году Брайан помог клубу выйти в элиту. 18 июля в матче против «Хагуарес де Кордова» он дебютировал в Кубка Мустанга. 18 августа в поединке против «Атлетико Букараманга» Брайан забил свой первый гол за «Депортес Киндио».
В начале 2022 года Себальос перешёл в бразильскую «Форталезу». 15 февраля в поединке Кубка Нордесте против «Ботафого» Брайан дебютировал за новую команду. 10 апреля в матче против «Куябы» он дебютировал в бразильской Серии A.